# 北秋田市議会
北秋田市議会（きたあきたしぎかい）は、秋田県北秋田市に設置されている地方議会である。

## 概要

### 任期
4年

### 定数
18人

### 所在地
秋田県北秋田市花園町19番1号
北秋田市役所本庁舎3階

### 委員会
- 議会運営委員会

#### 常任委員会
- 総務文教常任委員会
- 市民福祉常任委員会
- 産業建設常任委員会

#### 特別委員会
- 広報特別委員会
- 決算特別委員会

### 定例会
- 3月
- 6月
- 9月
- 12月

### 事務局
- 議会事務局

## 会派
- 2023年秋田県議会議員選挙立候補のため佐藤光子が辞任し、欠員1名。また辞任により会派構成人数（3人）が満たなくなったため会派「未来きたあきた」が解散[2]。

| 会派名     | 議員数 | 所属党派            | 議員名（◎は代表者）                                             | 女性議員数 | 女性議員の比率(%) |
| ---------- | ------ | ------------------- | --------------------------------------------------------------- | ---------- | ----------------- |
| 清明会     | 7      | 自由民主党3 無所属4 | ◎小笠原寿 永井昌孝 佐々木正史 松橋久敏 堀部壽 中嶋洋子 長崎克彦 | 1          | 14.28             |
| 新創会     | 4      | 自由民主党3 無所属1 | ◎佐藤文信 虻川敬 杉渕一弘 佐藤重光                              | 0          | 0                 |
| 日本共産党 | 3      | 日本共産党          | ◎板垣淳 三浦倫美 久留嶋範子                                     | 2          | 66.66             |
| 公明党     | 1      | 公明党              | ◎福田牧子                                                       | 1          | 100               |
| （無会派） | 2      | 無所属              | 福岡由巳 五代儀義富                                             | 0          | 0                 |
| 計         | 17     |                     |                                                                 | 4          | 23.52             |

## 定数の推移
「北秋田市議会議員の定数を定める条例」によって定数が決められている。
- 2005年（平成17年）3月22日合併在任特例 - 74人
- 2006年（平成18年）3月26日選挙 - 74人→26人
- 2014年（平成26年）3月23日選挙 - 26人→20人
- 2022年（令和4年）3月27日選挙 - 20人→18人

## 議会出身者
- 佐藤光子（秋田県議会議員・現職）